# Saimoni Tamani
Saimoni Tamani (* 14. November 1944) ist ein ehemaliger fidschianischer Sprinter.
Bei den British Commonwealth Games 1970 in Edinburgh gewann er über 400 m Bronze mit dem aktuellen Landesrekord von 45,82 s. Über 100 m schied er im Viertelfinale aus.